# 諸神的戰車？未解之謎
《眾神的戰車？過去的未解之謎》（德語：Erinnerungen an die Zukunft）是由瑞士作家艾利希·馮·丹尼肯在1968年撰寫的一本書。該書作者認爲許多古文明的技術和宗教都是由當時被奉為神的古代外星人所傳授的。
該書初版被多家出版社拒絕，在編輯威廉·厄特曼（Wilhelm Utermann）將原版大幅改寫之後，該書最終才得以出版。

## 理論

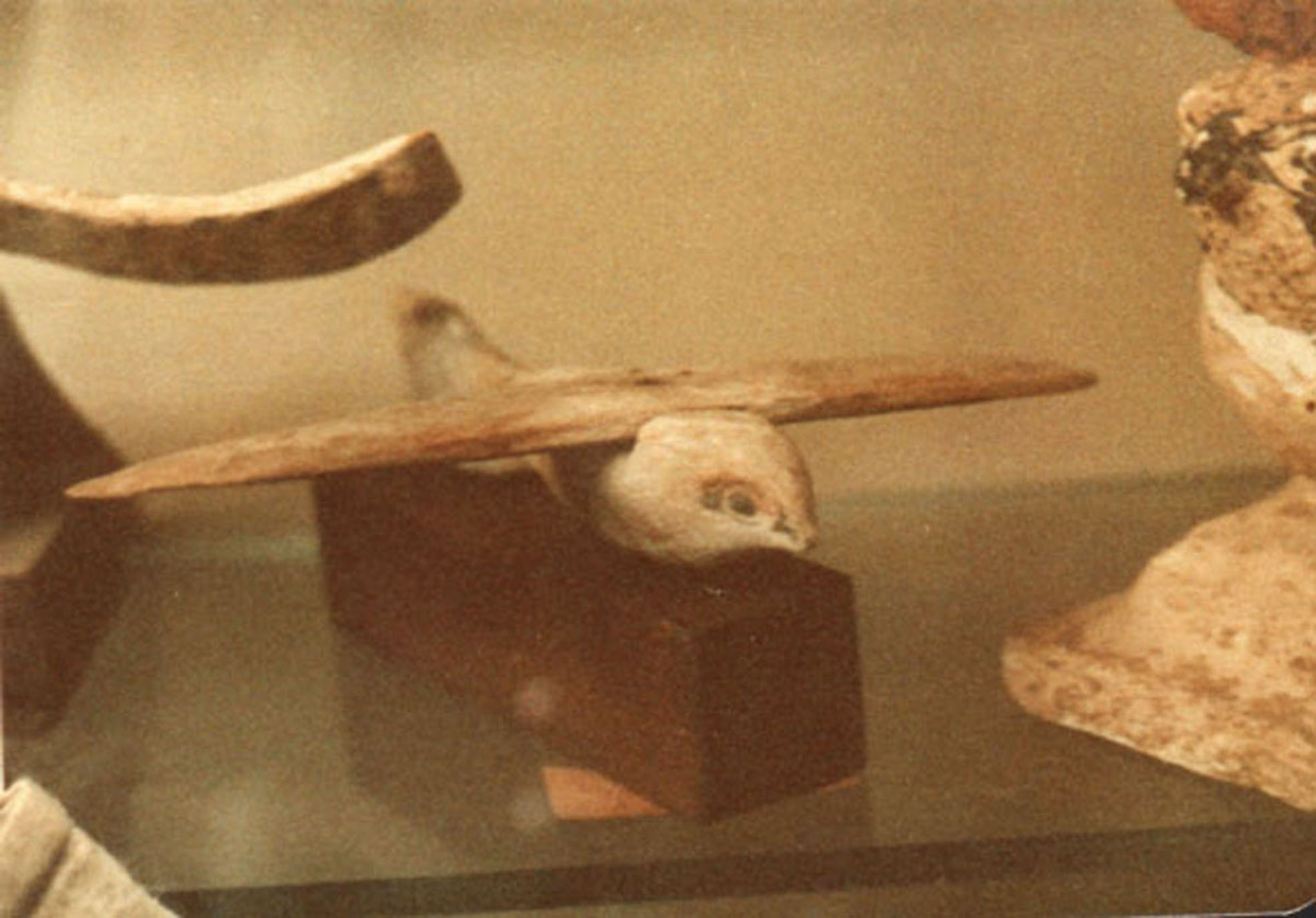
薩卡拉鳥，1898年在埃及萨卡拉一处坟墓发现，被艾利希·冯·丹尼肯等外星生物创造论支持者当成古埃及有飞机与古代太空人的证据

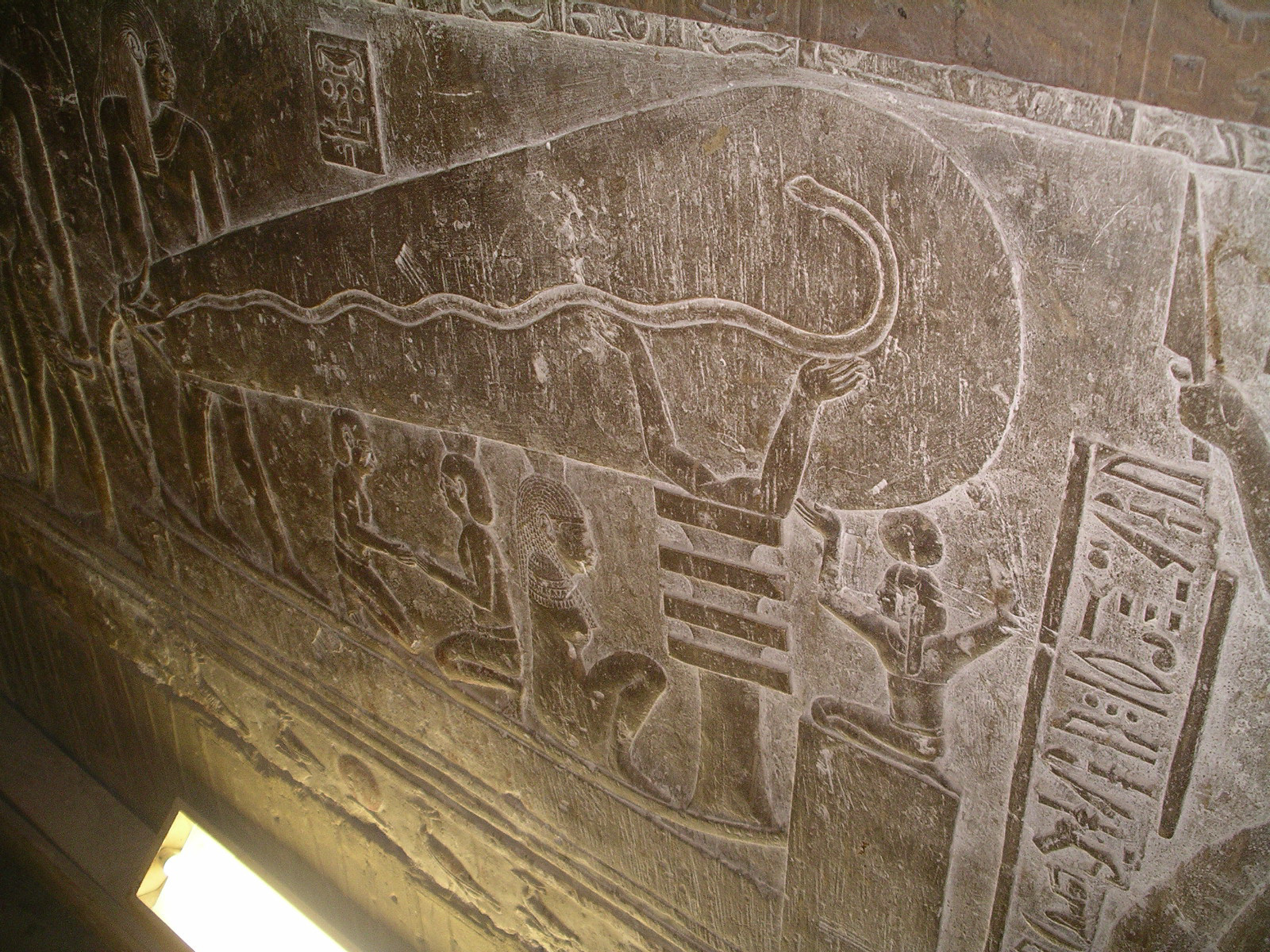
丹达腊之灯，艾利希·冯·丹尼肯认为这就是古埃及人就有电灯的证据

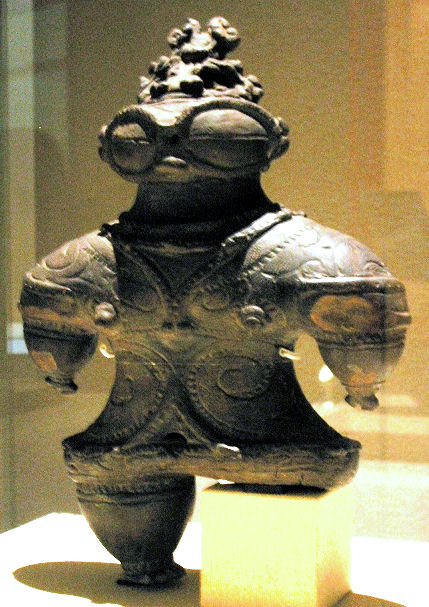
從繩文時代後期（1000 - 公元前400年）在日本的雕像，達尼肯解釋為描繪一個遠古外星人。

- 馮·丹尼肯認為，這些文物是由外星訪客或由人類從他們身上學到必要的知識。這些文物包括埃及金字塔、巨石陣和復活節島摩艾。進一步的例子包括雷斯地圖據稱，因為它是從太空中看到地球，一個中世紀的地圖，並在秘魯的納斯卡線，這是他作為一個機場的飛機跑道解釋。
- 世界各地的古代藝術品作為太空人，空氣和空間飛行器，外星人，和複雜的技術描繪的詮釋。
- 宗教的起源解釋為反應接觸外星種族，包括舊約聖經的詮釋。據馮·丹尼肯，人類認為外星人的技術是超自然的，而外星人就是神。丹尼肯要求大多數宗教的口頭和文字的傳統，如果包含恆星和車輛通過空氣和太空旅行的旅客。這些，他說，應解釋為在時間的推移改變，變得更加晦澀的文字描述。例子：如以西結在舊約的啟示，這是他作為一個人的形像天使降落飛船的詳細描述及解釋。摩西和方向'上帝'給他建造方舟“公約”，這被認為是通信設備與一個外星種族。很多和他的大家庭正在有序像“天使”到山上，由於神的城所多瑪的毀滅人類。他的妻子回頭一看，在可能的核爆炸，下跌“當場死亡”。達尼肯試圖繪製“貨物崇拜”，在南太平洋的一次孤立的部落時，誤以為神先進的美國和日本士兵的二戰期間和之後形成的一個比喻。

## 批評
科學家和歷史學家拒絕他的想法，指出這本書的結論是基於錯誤的偽科學，其中一些後來更被證明是欺詐或創作，並不符合邏輯。例如，羅納德的故事寫了一本書，題為《反駁丹尼肯在1976年的想法太空神透露》一個類似的國際暢銷書，題為《崩潰轉到克利福德威爾遜戰車》在1972年出現。
此書出版後不久，馮·丹尼肯被指控偷竊法國作家羅伯特·沙魯的想法。
卡爾·薩根等科學家曾批評艾利希·馮·丹尼的著作、觀點及說法讓許多人信以為真與誤人子弟。

## 來源
1. ↑  Story, Ronald. . New York: Harper & Row. 1976: 2. ISBN 0-06-014141-7. Citing Der Spiegel, in issue 12/1969 (March 17, 1969), p. 184 and issue 12/1973 (March 19, 1973), p. 145.
2. ↑  Fritze, Ronald H., , Reaktion Books: 206, 212, footnote 76 in p. 286, 2009, ISBN 978-1-86189-817-3
3. ↑  Der Spiegel, March 17, 1969, article entitled "Däniken: Wer von Wem?", pages 184-185  （页面存档备份，存于）
4. ↑  Carl Sagan (writer/host). . . 第12集.  01:24 记录于. 14 December 1980. PBS.